# Azzano d'Asti
Azzano d'Asti (Asan in piemontese) è un comune italiano di 368 abitanti della provincia di Asti in Piemonte, situato su una delle colline a sud del Tanaro dal quale è attraversato nella parte pianeggiante del territorio comunale. Si presume un'origine romana per cui il toponimo deriva dal nome gentilizio del possidente, Adius.

## Storia
Viene per la prima volta menzionato in un documento dell'anno 897 e, prima dell'anno 1000, risulta provvisto di un castello. Nel comune ebbe sede il monastero benedettino di San Bartolomeo, fondato nel 937 per volere di Berengario II e del vescovo Bruningo. Nel 1158 il borgo fu riconosciuto dal Barbarossa come parte del comune di Asti. Nei decenni successivi, Azzano fu tra i territori contesi tra i Visconti e il Marchese del Monferrato. Nel 1620, sotto il Ducato di Savoia, il paese fu concesso in feudo alla famiglia Capra.

### Simboli
Lo stemma e il gonfalone sono stati concessi con DPR dell'11 marzo 1972.
Stemma
La croce simbolo di Asti è accompagnata in punta da un'azza, arma inastata diffusa in epoca medievale, che ha assonanza con il nome del paese.
Gonfalone

## Monumenti e luoghi d'interesse
Durante la guerra di successione del Monferrato venne distrutto un castello su cui venne edificata l'attuale casa del parroco. La Parrocchiale di San Giacomo Apostolo conserva l'abside medioevale dell'edificio, in precedenza intitolato a Santo Stefano e ricordata, con la chiesetta romanica demolita a causa dei lavori di ampliamento del cimitero, in un diploma del 1041. Il Monastero di San Bartolomeo fu raso al suolo nel 1801.

## Società

### Evoluzione demografica
Abitanti censiti

### Etnie e minoranze straniere
Secondo i dati ISTAT al 31 dicembre 2009 la popolazione straniera residente era di 16 persone. Le nazionalità maggiormente rappresentate in base alla loro percentuale sul totale della popolazione residente erano:
- Romania 6 1,43%
- Albania 6 1,43%

## Economia
Le risorse economiche del comune si basano soprattutto sull'agricoltura con prevalenza delle colture del mais e della vite. La festa patronale di San Giacomo si svolge nella domenica più vicina al 25 luglio (giorno del Santo Patrono).

## Amministrazione
Di seguito è presentata una tabella relativa alle amministrazioni che si sono succedute in questo comune.
| Periodo         | Periodo        | Primo cittadino   | Partito                                   | Carica  | Note  |
| --------------- | -------------- | ----------------- | ----------------------------------------- | ------- | ----- |
| 7 dicembre 1985 | 9 giugno 1990  | Secondo Scarzella | Democrazia Cristiana                      | Sindaco | [ 7 ] |
| 9 giugno 1990   | 24 aprile 1995 | Secondo Scarzella | Democrazia Cristiana                      | Sindaco | [ 7 ] |
| 24 aprile 1995  | 14 giugno 1999 | Secondo Scarzella | centro                                    | Sindaco | [ 7 ] |
| 14 giugno 1999  | 14 giugno 2004 | Secondo Scarzella | Lista civica                              | Sindaco | [ 7 ] |
| 14 giugno 2004  | 8 giugno 2009  | Claudio Carretto  | Lista civica                              | Sindaco | [ 7 ] |
| 8 giugno 2009   | 26 maggio 2014 | Claudio Carretto  | Lista civica                              | Sindaco | [ 7 ] |
| 26 maggio 2014  | 27 maggio 2019 | Roberto Cussotto  | Lista civica Campanile con spiga di grano | Sindaco | [ 7 ] |
| 27 maggio 2019  | in carica      | Claudio Carretto  | Lista civica                              | Sindaco | [ 7 ] |

### Gemellaggi
Il comune ha fatto parte dell'associazione degli Azzano d'Italia, undici fra comuni e frazioni che portano nel loro nome il termine Azzano e che hanno i cittadini che si chiamano azzanesi: Azzano d'Asti, Azzano Decimo, Azzano Mella, Azzano San Paolo, Castel d'Azzano e sei frazioni.